# Пасо Роблес (Калифорния)
Пасо Роблес (от испански на английски: Paso Robles) е град в окръг Сан Луис Оубиспоу в щата Калифорния, САЩ. Пасо Роблес е с население от 24 297 жители (2000) и има обща площ от 44,90 км² (17,30 мили²), изцяло суша. Разположен е на Салинас на север от град Сан Луис Оубиспоу.